# Никола Тумолеро
Никола Тумолеро (Азијаго, 24. септембар 1994) је италијански брзи клизач. 
На Европском првенству 2018. освојио је златну медаљу на 5000м. Ово је друга златна медаља за Италију на Европским првенствима, а прва након дванаест година. На Олимпијским играма у Пјонгчангу 2018. освојио је бронзу на 10000м, а на 5000м заузео је осмо место.